# Chaenostoma hispidum
Chaenostoma hispidum là một loài thực vật có hoa trong họ Huyền sâm. Loài này được (Thunb.) Benth. mô tả khoa học đầu tiên năm 1836.